# Januário Torgal Ferreira
Januário Torgal Mendes Ferreira (Porto, 26 de fevereiro de 1938) é um bispo católico português. Desde 2013 é bispo emérito das Forças Armadas e Segurança.

## Biografia
Mendes Ferreira nasceu na freguesia de Santo Ildefonso, Porto, filho de Januário Gil Mendes Ferreira e de Maria Alice dos Reis Torgal.
Frequentou a escola primária na Ordem Terceira da Santíssima Trindade e o Liceu Alexandre Herculano no Porto. Em 1948 foi então admitido no Seminário Diocesano de Ermesinde, passando pelos Seminários Menores de vila Nova de Gaia e Vilar e pelo Seminário Maior onde terminou o Curso de Teologia em 1960.
Nesse ano, a 8 de outubro, foi ordenado presbítero na Sé Catedral do Porto, pelo bispo Florentino de Andrade e Silva, na altura administrador apostólico e de seguida foi nomeado professor no Colégio da Formiga.
Uma vez que na altura não eram reconhecidos os cursos de Teologia ministrados pelos seminários, após ter realizado os exames das cadeiras de Letras no Liceu de Viana do Castelo, ingressou no curso de Filosofia da Faculdade de Letras do Porto.
Em 1970 obteve a licenciatura com a dissertação "Para uma noção de pessoa em Louis Lavelle", um trabalho de investigação que iniciou em Paris no ano lectivo 1968-1969.
Até 1969 desempenhou as funções de assistente da Juventude Universitária e dos Casais de Cristandade na Diocese do Porto, e enquanto esteve em Paris colaborou na comunidade portuguesa.
António Ferreira Gomes, bispo do Porto, que tinha regressado em junho de 1969 nomeou-o para seu chefe de gabinete, onde permaneceu até 1971.
Entre 1971 e 1989 foi assistente do grupo de Filosofia da Faculdade de Letras da Universidade do Porto, onde leccionou várias disciplinas relacionadas com a Filosofia Antiga e Medieval e a História da Cultura.
Entre 1977 e 1979 frequentou uma pós-graduação na Universidade de Paris X - Nanterre, orientada pelo Prof. Paul Ricoeur.
Nos anos 80 prosseguiu a sua actividade de docência em escolas católicas e foi director do secretariado da Pastoral Universitária, bem como reitor da Igreja de S. José das Taipas.
Foi nomeado bispo auxiliar do ordinariato militar em 22 de abril de 1989 pelo Papa João Paulo II, e bispo titular de Gaudiaba. Foi ordenado bispo a 15 de julho pelo cardeal António Ribeiro, e pelos arcebispos consagrantes Júlio Tavares Rebimbas e Eurico Dias Nogueira.
Desempenhou vários cargos dentro da Conferência Episcopal Portuguesa, tendo sido seu porta-voz entre 1993 e 1999.
A 3 de maio de 2001 foi nomeado bispo das Forças Armadas e de Segurança.
Foi agraciado e condecorado pelo seu serviço às Forças Armadas e tem publicado várias obras da sua autoria.
Em 2012 e aos 74 anos de idade pediu a sua resignação junto da Santa Sé, revelando estar disposto a ceder o lugar no momento que completasse os 75 anos de idade. No ano de 2013 deu indicação de que a sua resignação seria aceite e disse aguardar a nomeação do seu sucessor. A renúncia foi oficializada a 10 de outubro de 2013, com a nomeação do seu sucessor, o bispo Manuel da Silva Rodrigues Linda, bispo auxiliar de Braga. 